# 力姓
力姓，汉族罕见姓氏。

## 历史来源
力姓源流包括：
1. 相传是黄帝的佐臣力牧的后代[1]。